# سیف‌الرحمان مونی
سیف‌الرحمان مونی (بنگالی: সাইফুর রহমান মনি؛ زادهٔ ۲ فوریهٔ ۱۹۸۱) بازیکن سابق و مربی فوتبال اهل بنگلادش است.
وی همچنین در تیم‌های ملی فوتبال زیر ۲۰ سال بنگلادش و بنگلادش بازی کرده است.